# José Luis Amorós Portolés
José Luis Amorós Portolés (Barcelona, 17 de diciembre de 1920 - Palma de Mallorca, 15 de marzo de 2001) fue un cristalógrafo español.  

## Biografía
Estudió ciencias naturales en la Universidad de Barcelona (1943). En 1945 se doctoró en Madrid. Catedrático de cristalografía y mineralogía de la Universidad de Sevilla (1954),  donde estuvio un curso.  En 1955 pasó a la Universidad de Barcelona, y al año siguiente a la Universidad de Madrid . Premio de investigación del CSIC en 1963, donde fue investigador del Instituto de Roentgenología y Cristalografía de Barcelona. Profesor en la Universidad de Pensilvania, se formó en la escuela de Francesc Pardillo i Vaquer y se especializó en el estudio de la difracción de los rayos X en los  cristales. Fue miembro de la Academia de Ciencias de Córdoba (Argentina)   y miembro correspondiente de la Real Academia de Ciencias y Artes de Barcelona (RACAB) desde 1965.  Estuvo casado con la investigadora en ciencias físicas Maria Lluïsa Canut Ruiz . 

## Reconocimientos[2]
- Premio Francisco Franco de Ciencias, conjuntamente con su esposa, la también doctora Maria Lluïsa Canut Ruiz, por su trabajo de investigación: La difracción difusa de los cristales moleculares (1963)
- "Research Recognition Award" el de la Southern Illinois University Graduate Council (1968)
- Premio "Leo Kaplan" de la Sociedad Sigma XI (USA) (1970)

## Publicaciones[1]
- Cristaloquímica (1951)
- Cristalofísica, Propiedades continuas (1958)
- Introducción al estado sólido (1962)
- El lapidario de Alfonso X el Sabio (1961)
- La gran aventura del cristal (1978)